# Singhadevi
Singhadevi (en népalais : सिंहदेवी) est un comité de développement villageois du Népal situé dans le district d'Okhaldhunga. Au recensement de 2011, il comptait 2 099 habitants.